# Venonia vilkkii
Venonia vilkkii is een spinnensoort in de taxonomische indeling van de wolfspinnen (Lycosidae).
Het dier behoort tot het geslacht Venonia. De wetenschappelijke naam van de soort werd voor het eerst geldig gepubliceerd in 1979 door Pekka T. Lehtinen & Heikki Hippa.